# 만리재로
만리재로(萬里재路, Mallijae-ro)은 서울특별시 마포구 공덕동 255-31에서 중구 만리동1가 50을 잇는 도로로, 총 길이 2.2 km의 왕복 6차선 도로이다. 이 도로는 조선 세종 때의 문신 최만리(崔萬里)가 지금의 만리재에 살았다고 하여 그의 이름을 따서 도로명으로 삼은 것이다.

## 역사
- 1972년 11월 26일 : 한양천도 578주년 기념일을 맞아 이 도로를 만리로(萬里路)로 명명[1]
- 1984년 11월 7일 : 도로명을 만리로에서 만리재길로 변경
- 2010년 4월 22일 : 도로명을 만리재길에서 만리재로로 변경

## 경유지
서울특별시
- 마포구 (공덕동 - 신공덕동)
- 용산구 (서계동)
- 중구 (만리동2가 - 만리동1가)

## 노선
| 교차로 · 교량 | 접속 노선  | 소재지 | 소재지 | 비고             |
| ------------- | ---------- | ------ | ------ | ---------------- |
| 공덕오거리    | 마포대로   | 마포구 | 공덕동 |                  |
| 공덕오거리    | 백범로     | 마포구 | 공덕동 |                  |
|               | 만리재옛길 | 마포구 | 공덕동 | 교차로 이름 없음 |
|               | 백범로37길 | 마포구 | 공덕동 | 교차로 이름 없음 |
|               | 효창목길   | 마포구 | 공덕동 | 교차로 이름 없음 |
|               | 만리재옛길 | 마포구 | 공덕동 | 교차로 이름 없음 |
|               | 환일길     | 용산구 | 청파동 | 교차로 이름 없음 |
|               | 효창원로   | 용산구 | 청파동 | 교차로 이름 없음 |
|               | 손기정로   | 용산구 | 청파동 | 교차로 이름 없음 |
| 서울역서부    | 중림로     | 중구   | 중림동 |                  |
| 서울역서부    | 청파로     | 중구   | 중림동 |                  |

## 부속도로
- ●: 전 구간 해당
- ▲: 일부 구간 해당
- ✖: 해당 없음

| 도로명         | 기점             | 종점             | 총연장 (m) | 차량 통행 가능 | 일방통행 | 소재지 | 소재지 |
| -------------- | ---------------- | ---------------- | ---------- | -------------- | -------- | ------ | ------ |
| 만리재로1길    | 공덕동 255-6     | 공덕동 249-16    | 388        | ●              | ▲        | 마포구 | 공덕동 |
| 만리재로6길    | 공덕동 111-193   | 공덕동 111-282   | 73         | ●              | ✖        | 마포구 | 공덕동 |
| 만리재로7길    | 공덕동 108-1     | 공덕동 21-38     | 146        | ●              | ✖        | 마포구 | 공덕동 |
| 만리재로8길    | 공덕동 108-65    | 공덕동 107-38    | 134        | ✖              | ✖        | 마포구 | 공덕동 |
| 만리재로10길   | 공덕동 12-98     | 공덕동 106-19    | 171        | ▲              | ✖        | 마포구 | 공덕동 |
| 만리재로10안길 | 공덕동 12-36     | 공덕동 12-100    | 136        | ●              | ✖        | 마포구 | 공덕동 |
| 만리재로12길   | 공덕동 30-36     | 공덕동 12-114    | 200        | ●              | ✖        | 마포구 | 공덕동 |
| 만리재로12가길 | 공덕동 11-36     | 공덕동 10-10     | 176        | ▲              | ✖        | 마포구 | 공덕동 |
| 만리재로12나길 | 공덕동 11-122    | 공덕동 10-22     | 185        | ▲              | ✖        | 마포구 | 공덕동 |
| 만리재로14길   | 공덕동 4-15      | 공덕동 7-97      | 293        | ●              | ✖        | 마포구 | 공덕동 |
| 만리재로16길   | 공덕동 3-53      | 공덕동 7-1       | 206        | ●              | ✖        | 마포구 | 공덕동 |
| 만리재로16안길 | 공덕동 4-33      | 공덕동 11-10     | 163        | ▲              | ✖        | 마포구 | 공덕동 |
| 만리재로18길   | 공덕동 1-70      | 공덕동 6-38      | 145        | ▲              | ✖        | 마포구 | 공덕동 |
| 만리재로20길   | 공덕동 1-53      | 공덕동 6-48      | 161        | ▲              | ✖        | 마포구 | 공덕동 |
| 만리재로21길   | 만리동2가 216-3  | 만리동2가 176-36 | 152        | ●              | ✖        | 중구   | 중림동 |
| 만리재로24길   | 서계동 263-13    | 서계동 239-15    | 258        | ●              | ✖        | 용산구 | 청파동 |
| 만리재로24가길 | 서계동 252-66    | 서계동 257-11    | 90         | ✖              | ✖        | 용산구 | 청파동 |
| 만리재로26길   | 서계동 243-29    | 서계동 241-5     | 144        | ▲              | ✖        | 용산구 | 청파동 |
| 만리재로26가길 | 서계동 244-2     | 서계동 240-4     | 162        | ▲              | ✖        | 용산구 | 청파동 |
| 만리재로27길   | 만리동2가 176-36 | 만리동2가 41-4   | 382        | ▲              | ✖        | 중구   | 중림동 |
| 만리재로28길   | 서계동 237-8     | 서계동 238-26    | 132        | ●              | ✖        | 용산구 | 청파동 |
| 만리재로33길   | 만리동1가 62-101 | 만리동1가 62-55  | 164        | ●              | ✖        | 중구   | 중림동 |
| 만리재로35길   | 만리동1가 62-130 | 중림동 335-8     | 272        | ●              | ✖        | 중구   | 중림동 |
| 만리재로36길   | 서계동 223-78    | 서계동 229-14    | 158        | ▲              | ✖        | 용산구 | 청파동 |
| 만리재로37길   | 만리동1가 35-2   | 중림동 196-1     | 382        | ▲              | ✖        | 중구   | 중림동 |
| 만리재로40길   | 서계동 223-51    | 서계동 220-3     | 121        | ▲              | ✖        | 용산구 | 청파동 |